# De Heid
De Heid est une localité située dans la commune néerlandaise de Hollands Kroon, dans la province de la Hollande-Septentrionale.